# Halina Stebelska
Halina Stebelska (ur. 12 lutego 1908 w Tłuszczu k. Warszawy,  zm. 6 marca 1990) – historyk, archiwistka.
W 1927 r. zdała maturę w Częstochowie, w 1932 r. ukończyła studia na wydziale filozoficznym Uniwersytetu Warszawskiego, była też absolwentką Studium Pedagogicznego.  W 1934 r. zaliczyła kurs archiwalny w Archiwum Akt Dawnych w Warszawie, potem pracowała w dyrekcji kolei.
W latach 1949–1962 pracowała w Archiwum Głównym Akt Dawnych w Warszawie, gdzie porządkowała liczne zespoły archiwalne, m.in. Archiwum Ostrowskich i Potockich z Mieleszyna, Archiwum Potockich z Radzynia.
Autorka publikacji z zakresu archiwistyki, m.in. w Archeionie, uczestniczka konferencji metodycznych.
W latach 1962–1975 pracownica Naczelnej Dyrekcji Archiwów Państwowych, najpierw w Dziale Naukowo-Wydawniczym, potem kierowniczka Działu Ewidencji i Informacji.
Odznaczona była Krzyżem Kawalerskim Orderu Odrodzenia Polski.
Od 1953 r. zamężna z Adamem Stebelskim (drugie małżeństwo).